# Гисберт, Тереса
Тереса Гисберт Карбонель де Меса (исп. Teresa Gisbert Carbonell de Mesa; 30 ноября 1926 — 19 февраля 2018) — боливийский архитектор и историк искусства. Она специализировалась на истории Андского региона.

## Биография
Тереса Гисберт Карбонель родилась 30 ноября 1926 года в Ла-Пасе, Боливия. Ее семья эмигрировала из Испании. В 1950 году она получила степень бакалавра архитектуры и урбанизма в Высшем университете Сан-Андрес (Ла-Пас). После окончания учебы Тереса Гисберт отправилась в Испанию вместе со своим мужем Хосе де Меса, за которого вышла замуж в 1950 году, чтобы закончить аспирантуру по истории искусства. У Де Месы и Гисберт было четверо детей: Карлос, Андрес, Изабель и Тереза Гиомар.
Во время своего пребывания в Испании, с 1953 по 1962 год, она работала научным сотрудником в Лаборатории искусств Севильского университета и в Художественном институте Диего Веласкеса.
В 1954—1970 годах она преподавала боливийскую культуру и историю искусства на факультете гуманитарных наук Высшего университета Сан-Андрес, а в 1972 и 1975 годах преподавала американское искусство на архитектурном факультете этого же учреждения.
Гисберт была директором Национального художественного музея в Ла-Пасе в 1970—1976 годах. Она была президентом Боливийского исторического общества в 1983—1984 годах. Она руководила Боливийским институтом культуры в 1985—1989 годах и была президентом Международного совета по сохранению памятников и достопримечательностей Боливии с 1986 по 1992 год
Гисберт получила множество наград и стипендий за свои исследования в области искусства, архитектуры и истории. В их число входит стипендия Гуггенхайма в 1958 и 1966 годах для проведения исследований колониального искусства и приглашенная стипендия в Научно-исследовательском институте истории искусства и гуманитарных наук Гетти в 1990—1991 и 1993—1994 годах. Она была избрана членом Американского философского общества в 2006 году.

## Избранные работы
С Хосе де Меса
- Historia de la pintura Cuzqueña (История живописи в Куско, 1962)
- Holguín y la pintura virreinal en Bolivia (Ольгин и вице-королевская боливийская живопись, 1977)[6]
- Historia del Arte en Bolivia (2012)

С С. Арсе и М. Кахиас
- Arte textil y mundo Andino (Текстильное искусство и Андский мир, 1987)[7]

Самостоятельные работы
- Literatura virreinal en Bolivia (1968)
- Iconografía y mitos indígenas en el arte (Иконография и мифы коренных народов в искусстве, 1980)
- Manual de historia de Bolivia (Справочник по истории Боливии, 1994)
- El Paraíso de los Pájaros Parlantes. La imagen del otro en la cultura andina (Образ другого в андийской культуре, 1999)
- Arte, Poder e Identidad (Искусство, власть и идентичность, 2016)